# Slayer
Slayer es una banda estadounidense de thrash metal proveniente de Huntington Park, California. Fundada en 1981 por los guitarristas Kerry King y Jeff Hanneman, el baterista de origen cubano Dave Lombardo y el bajista y vocalista de origen chileno Tom Araya. El agresivo y rápido estilo de Slayer les haría parte de «los cuatro grandes del thrash metal», junto con Metallica, Megadeth y Anthrax.
Alcanzó la fama gracias a la edición de Reign in Blood, calificado como «el álbum más heavy de todos los tiempos» según la revista Kerrang! Gracias a esta fama, el grupo fue incluido durante los años ochenta dentro de Los Cuatro grandes del thrash metal junto con Metallica, Megadeth y Anthrax.
La banda ha sido fuertemente criticada por grupos religiosos de ser una banda satánica, debido a que tanto sus letras como las portadas de sus álbumes tratan temas como la violencia, asesinato, asesinos en serie, guerra y el mismo satanismo. También han sido acusados de apoyar al nazismo. Esta última acusación fue formulada debido a la afición de Jeff Hanneman de coleccionar material de temática nazi y por letras como la de la canción «Angel of Death», que trata sobre el médico Josef Mengele. Los miembros del grupo siempre han negado estas imputaciones, asegurando que simplemente están interesados en el tema.
Desde su debut en 1983, la banda ha lanzado once álbumes de estudio, dos álbumes en vivo y dos recopilatorios, y ha vendido más de cuatro millones de álbumes solo en los Estados Unidos. Ha recibido dos premios Grammy: uno en 2007 por la canción «Eyes of the Insane» y otro en 2008 por el tema «Final Six», y han liderado festivales mundiales como el Ozzfest y el Download Festival.
En mayo de 2018, Slayer inició una gira de despedida, que resultó en más de 150 actuaciones y visitó 30 países. El último concierto tuvo lugar en Los Ángeles el 30 de noviembre de 2019.

## Historia
Slayer se formó a finales de 1981, cuando Kerry King conoció a Jeff Hanneman mientras estaban haciendo pruebas para entrar en una banda de heavy metal. Ambos contrataron al vocalista y bajista de origen chileno Tom Araya y al baterista cubano Dave Lombardo, a quien conocieron mientras trabajaba como repartidor de pizzas. La banda comenzó a interpretar canciones de bandas británicas de heavy metal como Iron Maiden, Black Sabbath, Judas Priest y hasta de Venom. En clubes musicales del sur de California. Sus primeras actuaciones incluían imágenes de temática satánica, chamarras y pantalones de cuero y cruces invertidas, así como demás parafernalia anticristianismo. Durante uno de estos conciertos, la banda llamó la atención de Brian Slagel, un periodista que había fundado recientemente la compañía discográfica Metal Blade Records, quien le ofreció a la formación un contrato discográfico. Existe un rumor que afirma que la banda se llamó en un principio Dragonslayer debido a la película del mismo nombre (en inglés). Sin embargo, este rumor fue negado en una entrevista por el guitarrista Kerry King, quien dijo: «Nunca nos llamamos así. Eso es un mito».
En 1983 a la banda se le ofreció un concierto como teloneros de Bitch en el club Woodstock de la ciudad de los Ángeles, en donde interpretaron ocho canciones, de las cuales seis eran versiones de otros artistas. Brian Slagel fue uno de los asistentes al concierto, y quedó impresionado por la puesta en escena de la banda. Gracias a esto, se reunió con ellos una vez acabado el concierto para pedirles que grabasen una de las canciones originales que habían tocado en el concierto para incluirla en el recopilatorio del sello, Metal Massacre III. La canción «Aggresive Perfector» logró una moderada acogida dentro de la cultura underground, con lo que Brian Slagel ofreció un contrato oficial a la banda para su compañía discográfica Metal Blade Records.

### Show No Mercy(1983-1984)
Sin ningún tipo de presupuesto, el grupo tuvo que financiarse la grabación de su primer álbum, Show No Mercy. Gracias al dinero cobrado por Araya, que trabajaba como paramédico (terapeuta respiratorio), y al dinero prestado por el padre de King, la banda entró en el estudio en noviembre de 1983. Tres semanas después, el álbum ya estaba grabado y listo para ser comercializado, por lo que fue lanzado en diciembre de 1983 por Metal Blade Records. Las ventas del disco superaron las 20 000 copias en Estados Unidos y otras 20 000 en el resto del mundo.
La banda, gracias a la edición de este disco, consiguió una cierta popularidad en los Estados Unidos a pesar de las malas críticas recibidas, y comenzó su primera gira por su país de origen. Actualmente, no goza de la relevancia que tienen los álbumes más recientes, pero aún está considerado una obra clásica y de los primeros álbumes del thrash metal por algunos, y contiene algunos favoritos de los admiradores tales como «Die by the Sword», «The Antichrist» y «Black Magic».
El segundo lanzamiento de la banda, un EP titulado Haunting the Chapel, era considerablemente más oscuro y más orientado al thrash metal que su predecesor, y se considera que constituyó las bases del sonido clásico del grupo. Contiene los temas: «Chemical Warfare», «Captor of Sin» y «Haunting the Chapel». La publicación de su primer EP dio la posibilidad a Slayer de realizar sus primeros conciertos en Europa, abriendo para UFO en Bélgica en el festival Heavy Sounds.[cita requerida]
Después del lanzamiento del EP, Kerry King se unió momentáneamente a Megadeth, con los que tocó solamente cinco conciertos antes de regresar a Slayer. Su marcha se debió a una discusión entre Dave Mustaine y King, quien decía que Megadeth le quitaba demasiado tiempo. La negativa de King a formar parte permanente de Megadeth no sentó bien a Mustaine, quien congeló las relaciones entre las dos bandas durante un largo período. Después del regreso de King, Slayer se embarcó en su gira Combat Tour en 1984 junto con Venom y Exodus, donde supuestamente se grabó el disco en vivo Live Undead editado en noviembre aunque realmente este disco no fue grabado en directo si no en estudio con 50 fanes seleccionados y ciertos arreglos para darle ese ambiente de gran estadio.[cita requerida]

### Hell Awaits(1985-1986)
En 1985, Slayer volvió al estudio, alentados por las 40.000 copias que había vendido Show No Mercy, para grabar, esta vez con un presupuesto aportado por la discográfica, su segundo LP, contratando al productor Ron Fair gracias al dinero de la compañía.
Su segundo lanzamiento, Hell Awaits, profundizó la oscuridad de Haunting the Chapel, donde el infierno y Satanás fueron los principales objetos de las canciones. La obra es probablemente la más progresiva de la banda, conteniendo siete canciones la mayoría más largas que el resto de su repertorio musical. La canción de apertura tiene una voz demoníaca diciendo Join us -únete a nosotros- al revés, parodiando la idea cristiana del backmasking usado para difundir mensajes satánicos a través de la música.[cita requerida]

### Reign in Blood(1986-1987)
Después del éxito de su último trabajo, Rick Rubin, quien había fundado hacía poco el sello Def Jam Records, ofreció a la banda un nuevo contrato. La banda aceptó gracias al mayor presupuesto ofrecido por Def Jam y por trabajar con un productor experimentado como Rubin.[cita requerida]
El resultado fue Reign in Blood, publicado en 1986. En este álbum, Slayer aceleró significativamente el tempo de las canciones. Lombardo llegó hacer más de 300 bts en el doble pedal, así fue oponiéndose al estilo más lento y casi progresivo de Hell awaits con una duración de poco menos de media hora, algo poco común. Columbia Records se negó a distribuir el álbum debido a su portada y a la temática de sus canciones, entre las que destaca «Angel of Death» «Raining Blood» y «Postmortem». Canciones que son habituales en los conciertos en vivo de Slayer. Finalmente, Reign in Blood fue distribuido por Geffen Records y llegó a las tiendas el 7 de octubre, aunque no apareció en el catálogo de la compañía distribuidora debido a la agria polémica que había rodeado al disco antes de su salida a la luz. Es probable que fuese esta controversia la que hizo que el trabajo fuera un éxito, convirtiéndose en el primer disco de la banda en entrar en el Billboard 200 (puesto 94), y llegando a conseguir un disco de oro en los Estados Unidos.[cita requerida]
Poco después de su publicación, Slayer se embarcó en la gira Reign in Pain con Overkill en Estados Unidos y Malice en Europa. Además, consiguió abrir en la gira americana de W.A.S.P., pero un mes después, el baterista Dave Lombardo abandonó la formación debido a intereses económicos: «No estaba ganando nada de dinero. Pensé que si nos uníamos a un sello grande, profesionalmente, tendría mis alquileres pagados». Como recambio, se une el exintegrante de Whiplash, Tony Scaglione, quien tuvo que dejar el grupo debido a la vuelta de Lombardo, convencido por su mujer para volver al grupo. Gracias a la insistencia de Rubin, Slayer grabó una versión de «In-A-Gadda-Da-Vida», una de las canciones más conocidas de Iron Butterfly, para la película Menos que cero ("Golpe al sueño americano" en España). Aunque la banda no quedó muy satisfecha con el resultado de la versión, ésta alcanzó bastante rotación en las radios estadounidenses.

### South of Heaven(1988-1989)
South of Heaven, lanzado en 1988, marcó un cambio musical leve. En contraste con la agresividad presente en Reign in Blood, disminuyeron la velocidad de los tempos en algunas canciones, agregando elementos como las guitarras no distorsionadas y atenuaron los estilos vocales no oídos en álbumes anteriores. Algunos críticos los elogiaron al demostrar su deseo de crecer musicalmente y evitar ser repetitivos. Pero los nuevos sonidos decepcionaron a algunos de sus admiradores, quienes estaban acostumbrados al estilo de sus anteriores discos. Aunque los fanáticos siguen divididos en el tema, dos canciones del álbum, «Mandatory Suicide» y «South of Heaven», se han convertido en permanentes adiciones a la lista en vivo. Hanneman declaró al respecto: «No podíamos mejorar Reign in Blood, por lo que tuvimos que ralentizar. Sabíamos que cualquier cosa que hiciéramos iba a ser comparada con Reign in Blood, y me acuerdo que finalmente lo ralentizamos. Era raro; nunca habíamos hecho eso en un álbum, ni antes ni después». South of Heaven se convirtió en su época en el disco más vendido de la banda, debutando en el puesto 57 del Billboard 200, y alcanzando por segunda vez en su carrera un disco de oro en EE. UU.

### Seasons in the Abyss(1990-1993)
Slayer volvió al estudio en 1989 con el productor Andy Wallace para grabar la continuación de South of Heaven. Seasons in the Abyss fue un regreso al sonido de Reign in Blood, aunque permaneció un sonido ligeramente más melódico heredado de su trabajo antecesor. El disco salió a la venta en 1990 en el nuevo sello de Rick Rubin, Def American Records, quien se había separado de Def Jam por diferencias con Russell Simmons, copropietario de la marca. Seasons in the Abyss debutó en el puesto 44 del Billboard 200, y alcanzó el disco de oro en 1992. El videoclip de la canción homónima al disco, segundo de la carrera de Slayer, fue grabado en las pirámides de Egipto poco antes de la Guerra del Golfo. De este disco se destacan temas como «War Ensemble», «Seasons in the Abyss», «Spirit in Black» y «Skeletons of Society». Técnicamente hablando, se dobla la voz de Tom en «Temptation» y se incorpora la voz de un niño en «Dead Skin Mask» (canción que trata sobre el asesino en serie estadounidense Ed Gein).
Con el objetivo de presentar el disco, Slayer se unió a grupos de la talla de Megadeth (acabando así con sus pasadas diferencias), Anthrax, Testament, Suicidal Tendencies o Alice in Chains, donde grabaron un disco doble en vivo llamado Decade of Aggression en 1991, como celebración de los diez años de existencia de la banda. El álbum alcanzó en su primera semana el puesto 55 de la lista de la revista Billboard.
En mayo de 1992, Dave Lombardo dejó la banda debido a conflictos con sus miembros, ya que Lombardo quería llevar a su mujer de gira con la banda, para formar Grip Inc. Su sustituto fue Paul Bostaph, quien había militado anteriormente en Forbidden.[cita requerida] Su debut acaeció en 1992, en el festival Monsters of Rock ubicado en el castillo de Donington, Reino Unido.[cita requerida]

### Divine Intervention(1994-1995)
Slayer editó su siguiente disco en 1994, después de un descanso de dos años, bajo el nombre de Divine Intervention, en lo que se convirtió en el primer trabajo con Bostaph en las filas de la banda. El disco se convirtió en su época en el más vendido de la discografía de la banda al llegar en su primera semana al octavo puesto del Billboard 200. Divine Intervention contiene canciones acerca del genocida nazi Reinhard Heydrich (el título «SS-3» se refiere al número de placa de su automóvil) y del asesino en serie Jeffrey Dahmer (el título «213», se refiere al número del departamento donde violó y asesinó a diecisiete víctimas).[cita requerida] El resto de la temática del disco gira en torno a los asesinatos en serie y la religión cristiana.[cita requerida]
Como promoción del disco, Slayer comenzó una gira mundial en 1995 con Biohazard y Machine Head, en el que se grabó el álbum en directo Live Intrusion que contiene una versión del tema de Venom «Witching Hour» junto con Machine Head. Desde entonces, las relaciones entre Slayer y Machine Head se han ido deteriorando progresivamente. Una vez finalizada dicha gira, Slayer se embarcó en el festival Monsters of Rock como cuarta cabeza de cartel por debajo de Metallica.[cita requerida]

### Undisputed Attitude(1996-1997)
Undisputed Attitude (1996) fue un conjunto de versiones de hardcore punk de grupos como Minor Threat, T.S.O.L., D.R.I., The Stooges o Verbal Abuse, entre otros artistas. Este disco contiene también tres canciones originales, «Gemini», «Can't Stand You» y «Ddamm», escritas por Hanneman para un proyecto paralelo llamado Pap Smear. Paul Bostaph dejó la disciplina del grupo poco después de la edición del álbum para formar su propio proyecto, The Truth about Seafood, por lo que se contrató a John Dette (ex de Testament) para suplir su marcha. Ya con todas las plazas cubiertas, Slayer lideró en 1996 el festival Ozzfest junto con Ozzy Osbourne, Danzig, Biohazard, Sepultura y Fear Factory. Dette fue despedido antes de acabar la gira debido a discusiones con el resto de miembros, y Paul Bostaph regresó para cubrir su partida.
Ese mismo año, 1996, los padres de Elyse Pahler, cuya hija había sido asesinada recientemente, acusaron y demandaron a la banda arguyendo que el contenido de las letras de Slayer alentaron a los asesinos de su hija. La chica fue drogada, estrangulada, torturada y violada antes de ser sacrificada al diablo por tres admiradores de la banda. La causa fue desestimada en el año 2000 debido a la decisión del juez, quien se remitió a la «existencia de libertad de expresión» y expuso que el contenido de las letras del grupo son un plan de marketing. Una segunda demanda fue interpelada por la familia, esta vez contra la banda, la compañía distribuidora de sus discos y el sello discográfico, pero resultó desestimada de nuevo.

### Diabolus in Musica(1998-2000)
Diabolus in Musica fue publicado en 1998, debutando en el Billboard 200 en el puesto 31. El disco fue recibido con diversidad de opiniones por la crítica y el público, ya que presenta características del nu metal en sus composiciones. Sin embargo, vendió 46.000 copias en su primera semana. Poco después, Slayer y la banda de hardcore digital Atari Teenage Riot grabaron juntos el tema «No remorse (I wanna die)» para la banda sonora de la película Spawn. Slayer también grabó en este periodo una versión del tema del Black Sabbath «Hand of doom» para ser incluida en el disco Nativity in Black, Vol. 2, un tributo a la banda inglesa.
Una gira mundial siguió a la edición de Diabolus in Musica, en la que la banda hizo una aparición en el Ozzfest de 1998 con Black Sabbath, Foo Fighters, Ozzy Osbourne, Pantera, Soulfly, Fear Factory y Skid Row.[cita requerida]

### God Hates Us All(2001-2005)
Después de varios retrasos remezclando el nuevo trabajo y realizando portadas alternativas, ya que la original fue tildada como «demasiado gráfica», God Hates Us All salió al mercado el 11 de septiembre de 2001. La promoción del álbum y su temática originaron una conexión no intencionada con los atentados terroristas de ese día. Slayer consiguió su primera nominación a un premio Grammy por «Disciple», pero perdió ante «Schism» de Tool.
Los atentados del 11 de septiembre paralizaron la gira que la banda tenía pensado llevar a cabo por Europa debido a las restricciones en los vuelos de todo el mundo. La mayoría de las bandas originales que iban a tomar parte en ella prefirieron volver a casa, dejando solos a Slayer y Static X. Cradle of Filth, Amorphis, In Flames, Moonspell, Children of Bodom y Necrodeath sustituyeron a Pantera, Biohazard y Vision of Disorder. El baterista de la banda, Paul Bostaph, se vio forzado a abandonar la banda debido a una lesión crónica en su codo que le impedía tocar con facilidad, y fue sustituido por Dave Lombardo para finalizar la gira europea.
Ya en 2003, la banda tocó entero el disco Reign in blood en su gira Still reigning. «Raining Blood» -Lloviendo sangre-, la canción final de todos los conciertos de esta gira, solía acabar con una lluvia de sangre falsa sobre el escenario. Un concierto de esta gira fue grabado en Augusta, Maine, en julio de 2004, y salió al mercado bajo el nombre de Still Reigning en formato DVD. También se editó otro DVD de la banda, War at the Warfield, y un box set, Soundtrack to the Apocalypse, que incluye canciones inéditas, temas en directo y varios pósteres y fotografías de la banda.
Entre el 2002 y 2004, la banda realizó alrededor de 250 conciertos, encabezando festivales como el Ozzfest de 2004, el Download Festival y una gira europea con Slipknot. En el Download Festival, el baterista de Metallica, Lars Ulrich, tuvo que ser trasladado al hospital con una misteriosa enfermedad, y Dave Lombardo y Joey Jordison (de Slipknot) tocaron con la banda en algunas canciones.

### Christ Illusion(2006-2008)
El nuevo disco de Slayer, Christ Illusion, estaba pensado para ser editado el 6 de junio de 2006 a causa de connotaciones satánicas (6-6-6), convirtiéndose en el primer álbum con Dave Lombardo a la batería desde Seasons in the abyss en 1990. Sin embargo, la banda decidió retrasar la publicación del trabajo ya que, según una entrevista a Kerry King, no querían estar «entre la mayoría de estúpidas bandas perdedoras» que pensaban editar sus trabajos el mismo día. Sin embargo, Slayer publicó el EP Eternal pyre ese día, y dejó la publicación de Christ illusion para el día 8 de agosto de 2006.[cita requerida]
El disco debutó en el quinto puesto del Billboard 200 al vender 62.000 copias en su primera semana, convirtiéndose así en el álbum que más alto ha llegado de todos los trabajos de la banda hasta la fecha, superando el octavo puesto de Divine intervention. Sin embargo, a pesar de las extraordinarias ventas iniciales, el disco descendió de los primeros puestos a la siguiente semana, colocándose en el número 44.
La gira The Unholy Alliance se llevó a cabo en todo el mundo para presentar el disco. Ésta pensaba iniciarse el 6 de junio, pero tuvo que posponerse debido a que Tom Araya tuvo que someterse a una operación quirúrgica en su vesícula biliar. La gira contó con In Flames, Mastodon, Children of Bodom, Lamb of God y Thine Eyes Bleed, la banda del hermano de Araya, Johnny. Estas bandas, con la excepción de Thine Eyes Bleed, se reunieron para tocar en el festival Loud Park en Japón el 15 de octubre del mismo año.[cita requerida]
El sencillo «Eyes of the insane» recibió una nominación a los premios Grammy en la categoría de Mejor Interpretación de Metal resultando ganador, aunque la banda no pudo estar presente para recibir el premio debido a obligaciones con su gira. Esta misma canción aparece en la banda sonora de la película Saw III. Una semana después de recibir el Grammy, Slayer tocó un concierto en una base militar estadounidense en Alemania donde se encuentran las fuerzas aeronáuticas. Slayer también realizó una gira por Australia y Nueva Zelanda con Mastodon y participó en el festival Rock am Ring y en el Download Festival.
Antes de terminar 2006, la banda había editado una nueva edición de Christ illusion con una nueva portada y una canción extra, «Final six». La 50.º edición de los premios Grammy otorgó a la banda un nuevo galardón en la misma categoría que «Eyes of the insane», Mejor Interpretación de Metal, esta vez por el tema «Final six».[cita requerida]

### World Painted Bloody "la muerte de Jeff Hanneman" (2009-2013)

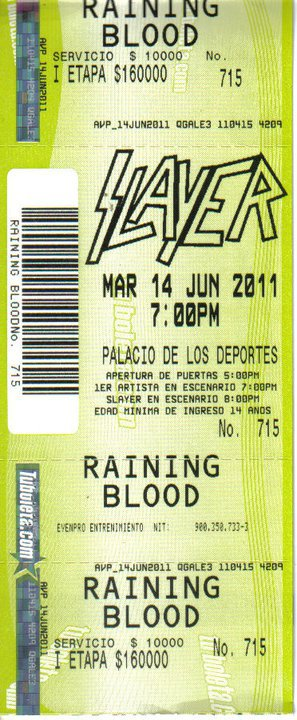
Entrada al concierto de Slayer en Bogotá, correspondiente a su gira World Painted Blood Tour en 2011.

En una entrevista, el vocalista Tom Araya admitió que no pensaba continuar con la actividad de la banda hasta una edad avanzada, advirtiendo que el grupo pensaría sobre su futuro una vez terminado su contrato con su compañía discográfica, que expirará con su siguiente trabajo. No obstante, King se mostró más optimista con respecto al futuro de la formación: "Estamos hablando de ir al estudio el próximo mes de febrero de 2009 y acabar el disco así que si hacemos las cosas del modo oportuno no veo que haya ninguna razón por la que no podemos publicar más de un álbum... Creo que el momento llegará cuando alguien diga: 'Se acabó. No quiero seguir con esto, es suficiente'. Pero yo me lo estoy pasando genial".
En junio de 2008 salió a la venta la biografía de Slayer, escrita por Joel McIver, con el título The Bloody Reign of Slayer
Slayer, junto con Trivium, Mastodon y Amon Amarth, se embarcó en una gira por Europa llamada The Unholy Alliance: Chapter III durante octubre y noviembre de 2008. Tras ella se publicó un vídeo que muestra las sesiones de grabación de una canción titulada "Psychopathy Red", una canción escrita por Jeff Hanneman sobre el asesino en serie Andrei Chikatilo que formará parte del nuevo disco. En enero de 2009 se confirmó la asistencia de la banda en el segundo Mayhem Festival, formando como cabezas de cartel junto con Marilyn Manson y acompañados también por Bullet for My Valentine, Trivium, All That Remains y Killswitch Engage. Además, también encabezarán el festival Canadian Carnage junto con Megadeth, la que será la primera vez que toquen juntos en más de quince años.
A pesar de los rumores que certificaban que el nuevo disco saldría el 7 de julio de 2009, la fecha se cambió al 2 de noviembre del mismo año. La primera canción conocida de este trabajo, "Psychopaty Red", salió a la venta en vinilo de siete pulgadas en abril de 2009, posteriormente también se dio a conocer el sencillo "Hate Worldwide".[cita requerida]
En junio de 2009 se confirmó el título del nuevo álbum de Slayer, World Painted Blood. El álbum fue producido por Greg Fidelman y salió a la venta a través de American Recordings.
En febrero de 2011 se anunció que Gary Holt, guitarrista de Exodus, reemplazaría temporalmente a Jeff Hanneman en las actuaciones en vivo, mientras este último se recuperaba de una picadura de araña que le produjo parálisis temporal en uno de sus brazos. La banda y en general el mundo del metal esperaban el regreso de Jeff a los escenarios, pero el 2 de mayo de 2013 Slayer anunció la sorpresiva muerte del guitarrista a causa de una insuficiencia hepática, posiblemente relacionada por el consumo excesivo de alcohol.
En mayo de 2011, cuando se le preguntó a Slayer si haría otro álbum, Dave Lombardo respondió: "Sí, absolutamente, aunque no hay nada escrito, definitivamente hay planes, ¿por qué no?, no estoy retirándome y no pienso en que Kerry se jubile... me gusta la longevidad y un verdadero músico nunca abandona su arte."[cita requerida] Sin embargo Araya dice que Slayer no empezaría a escribir un nuevo álbum hasta que Hanneman mejore.
El 21 de noviembre del 2011, Dave Lombardo publicó un tuit diciendo que la banda comenzó a escribir canciones nuevas. Se suponía que significaba que Hanneman había mejorado y estaba listo para entrar al estudio otra vez. Kerry había trabajado ese año con Dave y terminaron tres canciones. La banda planeó entrar al estudio en marzo o abril de 2012 y se esperaba tener el álbum listo antes de su gira por Estados Unidos a finales de mayo y lo liberan en el verano de ese año. Sin embargo Kerry dijo que el álbum no podría terminarse hasta octubre o noviembre de ese año, lo que el comunicado suponía que saldría en el 2013. En julio de 2012 Kerry King reveló el título de 2 canciones para el próximo álbum "Chasing Death" e "Implode".
En 2013, Dave Lombardo fue despedido justo antes de que Slayer tocara en el Soundwave Festival en Australia debido a una discusión con la banda por conflictos salariales. Slayer y American Records lanzaron un comunicado diciendo que: "El sr. Lombardo llegó a la banda menos de una semana antes de su salida programada para Australia para presentar nuevos términos para su contratación que eran contrarias a las que había sido previamente acordado". John Dette volvió a reemplazar a Dave Lombardo para el festival. Se confirmó que Lombardo estaba oficialmente fuera de la banda por tercera vez cuando en mayo ingresó nuevamente Paul Bostaph.[cita requerida]
El 2 de mayo del 2013 se anuncia el fallecimiento de Jeff Hanneman debido a una fascitis necrotizante en un hospital local en Los Ángeles, cerca de su casa en el Inland Empire al sur de California. Kerry King confirmó que la banda continuaría diciendo: "Jeff va a estar en los pensamientos de todos durante mucho tiempo, es una pena que cosas tan desafortunadas sigan así. Pero vamos a continuar, y él estará ahí, en espíritu." Por otro lado, Araya está indeciso sobre el futuro de la banda expresando su creencia de que "Después de 30 años (con Hanneman activo con la banda) literalmente sería como empezar de nuevo" y duda de que los fanes aprobarían tal cambio. A pesar de la incertidumbre sobre el futuro de la banda, la continuación del World Painted Blood sigue en curso, además se ha informado que el nuevo disco incluiría material nuevo escrito por Hanneman antes de su muerte.
Para finales de 2013 la banda emprendió una nueva gira sudamericana, esta vez como teloneros (junto con la banda Ghost) de los ingleses Iron Maiden.

### Repentlessy última gira mundial (2015-2019)
En abril de 2014, en la ceremonia de los Revolver's Golden Gods Awards, Slayer tocó "Implode", su nueva canción después de 5 años. El grupo anunció que firmó para Nuclear Blast y lanzará su nuevo disco en 2015, Holt tomaría el puesto de Hanneman, a pesar de que no participaría en la composición de las canciones. En junio anunciaron una gira por Estados Unidos con 17 fechas confirmadas junto con Suicidal Tendencies, Cannibal Corpse y Exodus. El 22 de enero de 2018 subieron un vídeo de 30 segundos en sus redes sociales, en el cual repasan a través de fotografías de la banda en sus distintas épocas sus 37 años de carrera y confirmando así una última gira mundial antes de separarse.
La gira comenzó en mayo y finalizó en noviembre de 2019, incluyendo una de las actuaciones más recordadas de ese mismo año en el Resurrection Fest de Viveiro (Galicia, España).
Tras la gira en diciembre de 2019, Slayer confirma su disolución, después de 38 años de carrera musical.
[cita requerida]

### Reunión (2024)
El 21 de febrero de 2024, la banda anunció que realizarán sus primeros recitales desde su separación en 2019 en los festivales Riot Fest y Louder Than Life, los días 22 y 27 de septiembre.
La formación para el regreso consiste en la misma del período 2013-2019: Tom Araya en voces y bajo, Kerry King y Gary Holt en las guitarras y Paul Bostaph en la batería.

## Estilo

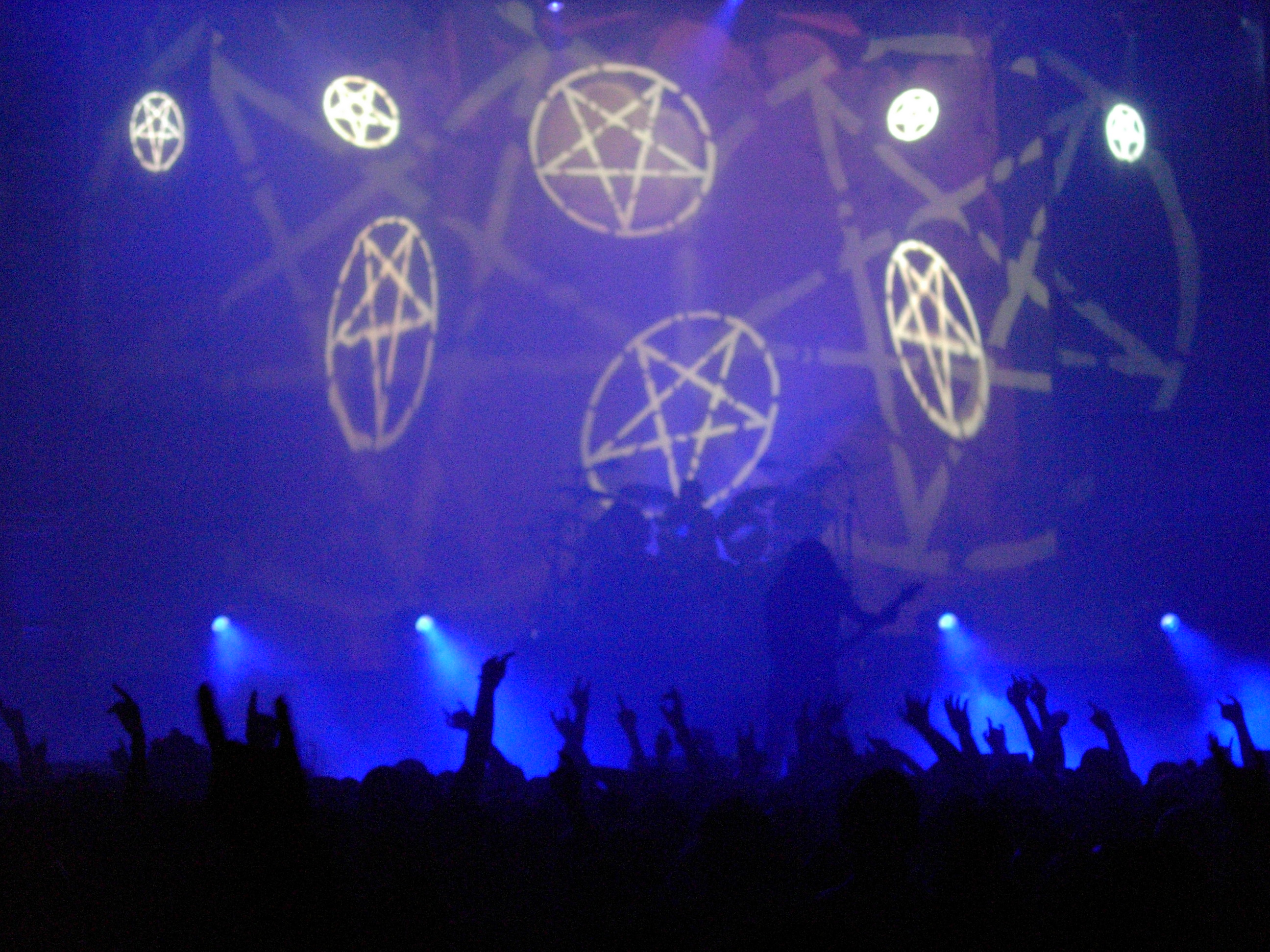
Ambientación habitual en un concierto de Slayer.

Los primeros trabajos de la banda fueron bien recibidos por la crítica gracias a su rapidez y a su poderío instrumental al combinar la estructura del hardcore y del speed metal. Reign in blood es el álbum más rápido de la banda, grabado a una media de 250 Pulsaciones por minuto.
God hates us all fue grabado con guitarras de 7 cuerdas, lo que le ganó el apelativo de nu metal por algunos admiradores.
Los solos de guitarra de King y Hanneman han sido categorizados como «caóticos y enrevesadamente geniales». Dave Lombardo usa dos bombos en lugar de un doble pedal y un solo bombo. La agresividad y velocidad de Lombardo consiguieron que la revista Drummerworld le nombrase el «padrino del doble bombo», y está considerado como una pieza clave en el sonido de la banda, y de los mejores bateristas del thrash metal en todo el mundo.[cita requerida]
Aunque la banda ha sido incluida normalmente dentro del thrash metal, sus integrantes han dicho que su estilo musical no es thrash metal ni speed metal; es sólo Slayer.[cita requerida]

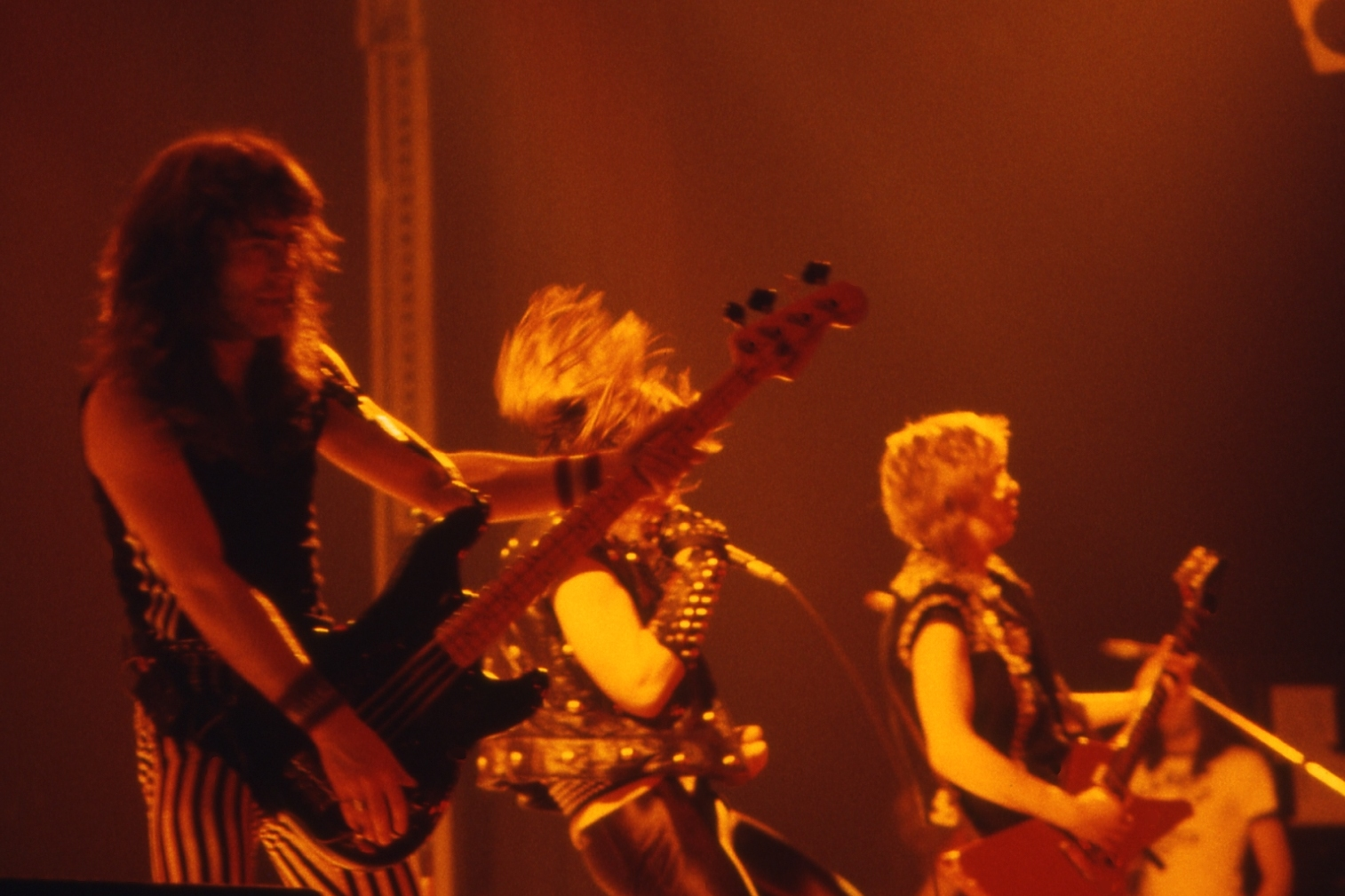
Iron Maiden, una gran influencia para Kerry King y Jeff Hanneman cuando se creó Slayer.

## Influencias
En sus comienzos como grupo, la banda se dedicaba a tocar covers de diversas bandas, destacando los de las bandas británicas como Iron Maiden, Black Sabbath, Judas Priest, junto con los también británicos Venom, también les influenció la banda danesa de heavy metal, Mercyful Fate.[cita requerida]
Slayer está acreditada como uno de los cuatro grandes del thrash metal junto con Megadeth, Metallica y Anthrax, quienes también alcanzaron la fama en los años 80. Entre estas cuatro bandas, Slayer es la que se presenta en una postura más extrema al incorporar elementos del death metal. El estilo puramente thrash metal de la banda ha influido en numerosos artistas y grupos posteriores. Muchos grupos han rendido tributo a la banda en diversos discos recopilatorios, como Slatanic Slaughter 1 & 2 o Gateway to Hell. Slayer también parece tener influencia en el desarrollo del hardcore punk. Muchas bandas de este estilo grabaron el disco tributo Covered in Blood, que contiene versiones de todas las canciones del disco Reign in Blood. Según MTV, Slayer ha influido en todas las bandas de hardcore gracias a su estilo de guitarra, la estética de sus discos y las letras violentas. También admite que pudo ser la banda responsable de la popularidad que alcanzó el emergente death metal y la colocó en el sexto puesto de su lista de las bandas más grandes de la historia. Slayer también ha sido incluida en la lista de VH1 de los 100 artistas más grandes de hard rock en el puesto 50. Por su parte, Kerry King y Jeff Hanneman han sido incluidos en el décimo lugar en la lista de los 100 guitarristas más grandes de todos los tiempos según la revista Guitar World. Por último, en una encuesta llevada a cabo por la revista estadounidense Revolver, Slayer aparece en los cinco primeros puestos en las categorías de «la mejor banda de la historia», «la mejor banda en directo» y «banda del año» (en este caso 2007). En esta misma encuesta, Dave Lombardo fue nombrado «mejor batería», y el dúo King - Hanneman, «mejor guitarrista / equipo de guitarristas».
Reign in Blood ha significado una fuerte influencia en las bandas posteriores de thrash metal y metal extremo desde su publicación. Fue nombrado como el «definidor del género» (según la revista Stylus) y una «pieza clave desde su publicación» (según Allmusic). En 2006 fue nombrado el mejor álbum de metal de los últimos veinte años según la revista Metal Hammer.
Dave Lombardo ha sido una gran influencia en muchos bateristas modernos de metal, entre los que destacan Raymond Herrera (Fear Factory), Pete Sandoval (Morbid Angel), Joey Jordison (Slipknot), Bård Faust (Emperor y Blood Tsunami), Adrian Erlandsson (At The Gates, The Haunted, Cradle of Filth) y Max Kolesne (Krisiun).
Cabe destacar que Slayer es la banda de metal más versionada de la historia junto con Metallica. Además, un grupo de admiradores instauraron el 6 de junio de 2006 el día nacional de Slayer en los Estados Unidos. Esta publicación fue tildada de engendrar la violencia y el vandalismo por comentarios como «mata al perro de tu vecino y échale la culpa a Slayer» a modo de sarcásticos mandamientos, ya que la banda ha sido criticada numerosas veces por diversos grupos sociales.

## Polémicas
Slayer ha sido acusada numerosas veces de ser una banda simpatizante con el movimiento nazi, especialmente gracias al logo de la banda (ya que la S de Slayer se asemeja bastante al logotipo de la SS alemana de la Segunda Guerra Mundial) y a la letra de «Angel of Death», inspirada en el médico nazi Josef Mengele, quien hacía experimentos con gemelos y discapacitados en los que normalmente morían sus pacientes durante la Segunda Guerra Mundial, en el campo de concentración de Auschwitz. Mengele fue nombrado como el ángel de la muerte del campo debido a estos experimentos, razón del título de la canción. Jeff Hanneman, su compositor, declaró al respecto: «Recuerdo haberme detenido en algún lugar y comprar dos libros sobre Mengele. Pensé, 'Esto debe de ser genial'. Así que cuando vino el tiempo de realizar el disco eso seguía en mi mente. De ahí es de donde viene la letra de "Angel of Death"». Además, el escudo de la banda es el águila del ejército del Tercer Reich. La banda ha sido a menudo tildada de nazi, pero ésta se suele defender diciendo que simplemente están interesados en la materia.
La versión que el grupo hizo del tema de Minor Threat, «Guilty of being white» -Culpable de ser blanco- fomentó varias opiniones que afirmaban que existía un posible mensaje acerca de la supremacía de la raza blanca en la música de la banda. La polémica vino de la mano del cambio del último verso de la canción, que cambiaba el título de la canción y colocaba en su lugar «guilty of being right» -culpable de tener razón-. El cantante de Minor Threat, Ian MacKaye, dijo que eso era «muy ofensivo» para él.
En una entrevista en 2004 al vocalista Tom Araya, a la pregunta de: «¿Se daban cuenta los críticos que ustedes estaban utilizando en la parodia?», Araya dijo: «No. La gente pensaba que era en serio... Y luego está el PMRC que se tomaron todo literalmente en serio cuando en realidad lo que estás intentando es crearte una imagen. Están intentando asustar a la gente a propósito». Araya negó también que los miembros de la banda fuesen satánicos, pero que encuentran el satanismo interesante, diciendo: «Todos estamos en este planeta para aprender y experimentar».
La canción «Jihad», presente en el antepenúltimo trabajo del grupo, Christ Illusion, habla de la polémica entre las familias de las víctimas de los atentados del 11 de septiembre. La canción toma la perspectiva de un terrorista religioso. La banda arguyó a esto que la canción está narrada desde esa perspectiva sin ser comprensivo con la causa, y no apoya ningún lado del conflicto. Diecisiete asientos del autobús oficial de la banda que promocionaban el disco fueron tildados de ofensivos por la policía local de Fullerton, California, al sostener que el anticristo y la calavera presentes en los dibujos de los asientos eran inapropiadas, creyendo también que el nombre de la banda («Slayer» se traduce como «Asesino») se refería a un verdadero asesino. La policía de la ciudad contactó con la compañía discográfica de la banda y exigió que los asientos fuesen quitados.
En la India, el disco fue renombrado por EMI después de algunas protestas de los grupos cristianos del país debido a la ofensiva portada del mismo, que presenta a Jesucristo mutilado en un mar de sangre. La portada original fue diseñada por Larry Carroll, quien había diseñado muchas portadas de los anteriores discos de la banda. El 11 de octubre de 2006, EMI anunció que todas las existencias del disco presentes en la India serían destruidas, y no ha expresado el deseo de volver a editar el disco en un futuro.

## Enfrentamientos
Slayer y Megadeth han sostenido un enfrentamiento verbal que tiene sus raíces en 1984. Dave Mustaine, líder de Megadeth, se encontraba por aquel momento buscando miembros para consolidar su nueva banda. Kerry King se ofreció voluntario para colaborar con ella, compaginando su actividad con Slayer. Sin embargo, King sólo duró en Megadeth cinco conciertos, ya que dijo que la banda le quitaba demasiado tiempo porque quería centrarse en Slayer. Esto no sentó muy bien a Mustaine, quien insultó a los miembros de Slayer llamándoles «engreídos». Las relaciones se vieron rotas entre las dos formaciones, hecho reforzado en el Clash of Titans de 1991, cuando Mustaine le dijo a Araya que le «chupase el pene». Araya contestó llamándole homosexual en escena. Desde este enfrentamiento, King ha mantenido en todas las entrevistas que se ha dado cuenta de que Mustaine es un «chupapenes», que todo el mundo le odia y que es un dictador. Recientemente, King ha admitido que lo admira como guitarrista pero que lo considera un hipócrita. Aunque Slayer y Megadeth se volvieron a encontrar, en el concierto de The Big Four, acompañada de las otras dos bandas, mas King no compartió escenario con Mustaine en la interpretación de Am I Evil? de las cuatro bandas sobre el mismo escenario.[cita requerida]
Por otro lado, la banda también ha sufrido enfrentamientos con los miembros de Machine Head, especialmente cuando King dijo que la banda «se había vendido» después del lanzamiento de Supercharger, en 2001. King dijo también que dicha banda es la «responsable de que exista el rap metal, me engañaron diciendo que eran una banda de metal», sentenciando que «no tienen integridad». Robb Flynn, vocalista de Machine Head, dijo que King no fue provocado y que esos comentarios no habían venido de ningún lado. Flynn contestó sarcásticamente a King: «¿El señor Sum 41 no tiene ninguna puta integridad ahora? ¡Rayos!», después de que King apareciese en el vídeo del tema What we're all about de Sum 41. Flynn también contestó que King «había comido tantas hamburguesas de queso que se le ha reblandecido el cerebro».

## Expulsión de Dave Lombardo

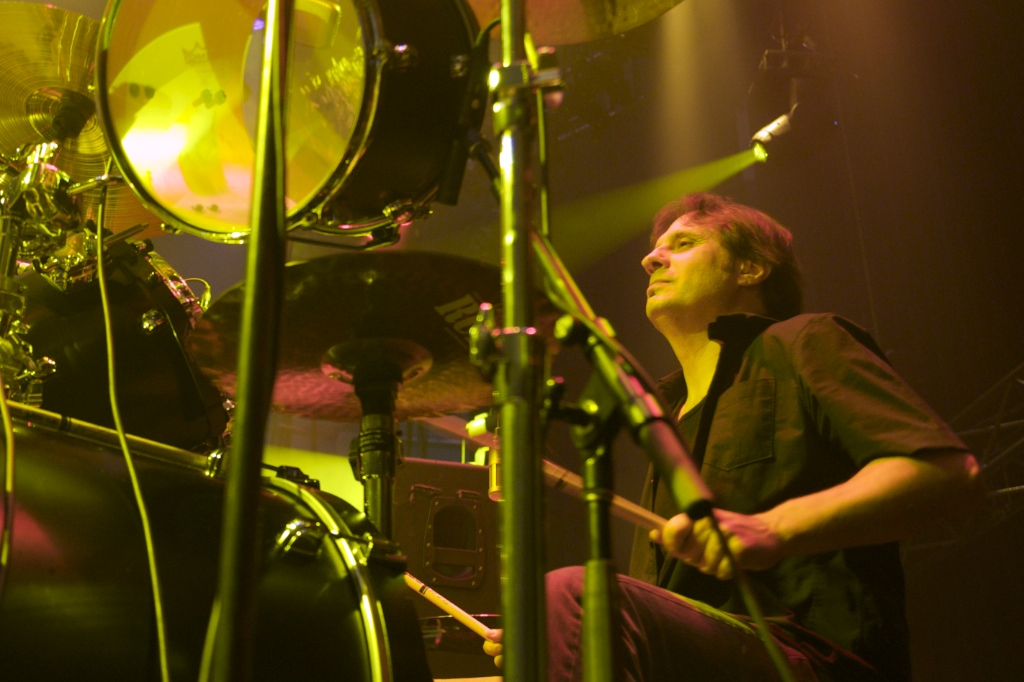
Dave Lombardo durante una presentación.

En febrero de 2013 el baterista Dave Lombardo anunció a través de su página que había sido expulsado de la banda por desacuerdos económicos. El comunicado es el siguiente:

Quiero disculparme personalmente con todos los fans en Australia que han comprado entradas esperando verme en mi posición habitual a la bateria.

Para que sepan la verdad, al final del día del 14 de febrero, se me notificó que no estaré tocando la batería para el tour en Australia. Estoy triste, y para ser honesto, impactado con la situación.
El año pasado, descubrí que el 90% de los ingresos de la gira de Slayer estaban siendo deducidos como gastos, incluyendo las tasas profesionales pagadas al management, costando a la banda millones de dólares y dejando un 10% o menos a repartír entre los cuatro miembros del grupo. Desde mi punto de vista, esta no es la forma en la que el negocio de una banda debe funcionar. Intenté rectificarlo haciéndoselo saber a mis compañeros, y Tom Araya y yo contratamos auditores para ver qué pasaba, pero se me negó el acceso a la información detallada y a las copias de documentos necesarias.
Pasé las vacaciones navideñas dándome cuenta de que habia girado por todo el mundo en 2012 sin ser pagado (excepto un pequeño adelanto) ni sin que se me hubiera facilitado una apropiada contabilidad de un año completo de sudor y sangre. Además se me dijo que no seria pagado hasta que firmase un contrato de larga duración que no me dejaba constancia escrita de cuánto o sobre qué base el management deduciria sus comisiones, ni se me dio acceso a los presupuestos financieros ni a los documentos para que los comprobase. También se me prohibió hacer entrevistas o declaraciones sobre la banda, en efecto una orden de silencio.
El pasado lunes, me senté con Kerry King y con Tom para ensayar para Australia y para proponer un nuevo modelo de negocio que pensaba que era la mejor forma para Slayer para protegerse como banda y que pudiéramos hacer lo que mejor se nos da.. tocar para los fans. Kerry dejó claro que no estaba interesado en hacer cambios y dijo que si yo queria discutirlo se buscaria otro bateria. El martes, llegué a los ensayos a la 1:00 p.m. como estaba previsto, pero Kerry no apareció. A las 6:24 p.m. recibí un mail de los abogados diciendo que me iban a sustituir para las fechas australianas.

Tengo todavia la esperanza de que podamos resolver nuestros problemas. Pero, de nuevo, me disculpo sinceramente a todos los fans en Australia que se gastaron el dinero esperando ver a los tres miembros originales de Slayer. espero verlos en el futuro.

## Miembros

### Miembros actuales
- Tom Araya - voz,bajo (1983-2019) (2024-presente)
- Kerry King - guitarra (1983-2019) (2024-presente)
- Gary Holt - guitarra (2011-2019) (2024-presente)
- Paul Bostaph - batería (1992-1996) (1997-2002) (2013-2019) (2024-presente)

#### Miembros anteriores
- Jeff Hanneman † - guitarra (1981-2011) (fallecido en 2013)
- Dave Lombardo - batería (1981-1987) (1987-1992) (2002-2013)

- Jon Dette - batería (1996-1997) (2013)

## Discografía

### Álbumes de estudio
| Año  | Título                   | Discográfica        |
| 1983 | Show no Mercy            | Metal Blade Records |
| 1984 | Haunting the Chapel (EP) | Metal Blade Records |
| 1985 | Hell Awaits              | Metal Blade Records |
| 1986 | Reign in Blood           | Def Jam Recordings  |
| 1988 | South of Heaven          | Def Jam Recordings  |
| 1990 | Seasons in the Abyss     | American Recordings |
| 1994 | Divine Intervention      | American Recordings |
| 1998 | Diabolus in Musica       | American Recordings |
| 2001 | God Hates Us All         | American Recordings |
| 2006 | Christ Illusion          | American Recordings |
| 2009 | World Painted Blood      | American Recordings |
| 2015 | Repentless               | Nuclear Blast       |